# Лейн, Лиза
Лиза Лейн (англ. Lisa Lane; 25 апреля 1933, Филадельфия, Пенсильвания — 28 февраля 2024, Кармел, Нью-Йорк) — американская шахматистка, международный мастер (1959) среди женщин.
Победитель чемпионата США среди женщин 1959 года, имевшего статус зонального турниром ФИДЕ. В чемпионатах страны 1962 и 1966 гг. стала серебряным призёром.
Выступления в турнирах претенденток: 1961 — 12—14-е места, 1964 — 12-е место
В составе сборной США участница 3-й женской шахматной олимпиады (1966) в Оберхаузене.